# 隆格维尔 (卡尔瓦多斯省)
隆格维尔（法語：Longueville，法語發音：[lɔ̃ɡvil] ⓘ）是法国卡尔瓦多斯省的一个市镇，属于巴约区。

## 地理
隆格维尔（49°20'24"N, 0°57'36"W）面积6.54 平方千米，位于法国诺曼底大区卡爾瓦多斯省，该省份为法国西北部沿海省份，北濒大西洋英吉利海峡，东北与滨海塞纳省以海上边界相接，东临厄尔省，南至奧恩省，西与芒什省接壤。
与隆格维尔接壤的市镇（或旧市镇、城区）包括：贝桑地区阿涅尔、康希、科隆比耶尔、德瑞莫、福尔米尼拉巴塔耶。

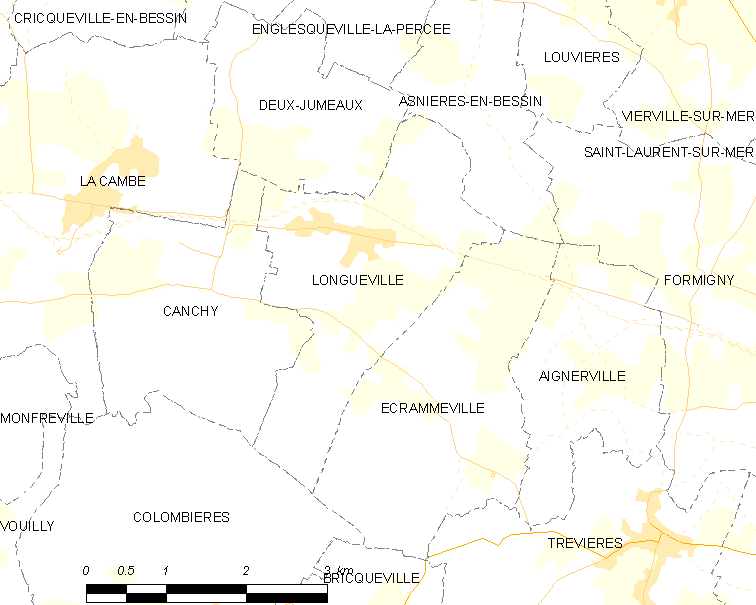
的OSM定位图

隆格维尔的时区为UTC+01:00、UTC+02:00（夏令时）。

## 行政
隆格维尔的邮政编码为14230，INSEE市镇编码为14378。

## 政治
隆格维尔所属的省级选区为特雷维耶尔县。

## 人口

1962-2008年间人口变化图示

隆格维尔于2022年1月1日时的人口数量为286人。